# Ian Greaves
Ian Denzil Greaves (Crompton, 26 maggio 1932 – Ainsworth, 2 gennaio 2009) è stato un allenatore di calcio e calciatore inglese, di ruolo difensore.

## Carriera

### Giocatore
Dal 1953 al 1960 gioca nel Manchester Utd, con cui vince due campionati inglesi (First Division 1955-1956 e First Division 1956-1957) e due Community Shield (le edizioni 1956 e 1957 del trofeo); nell'arco di questi sette anni disputò complessivamente 67 partite nella prima divisione inglese, senza mai segnare. Non fu coinvolto nel disastro aereo di Monaco di Baviera, nel quale otto suoi compagni di squadra (oltre ad altri membri dello staff del club) persero la vita, dal momento che non aveva partecipato alla trasferta di Monaco di Baviera a causa di un infortunio.
Dal 1960 al 1962 ha due brevi esperienze nella quarta divisione inglese, prima al Lincoln City e poi all'Oldham Athletic, collezionando in totale 33 presenze in questa categoria.

### Allenatore
Inizia la carriera da allenatore nel 1968, conquistando un sesto posto in classifica in Second Division con l'Huddersfield Town; in seguito alla vittoria della Second Division 1969-1970 ottiene la promozione in massima serie, categoria in cui allena sia nel campionato 1970-1971 (chiuso al quindicesimo posto in classifica) che nel campionato 1971-1972, terminato all'ultimo posto in classifica. Viene riconfermato anche per la Second Division 1972-1973, che si chiude con un penultimo posto in classifica e, quindi, con la retrocessione in terza divisione, categoria nella quale nella stagione 1973-1974, la sua ultima alla guida del club, Greaves conquista un decimo posto in classifica.
Nel 1974, lasciato l'Huddersfield, si accasa in seconda divisione al Bolton: qui, dopo un decimo posto in classifica nella Second Division 1974-1975, sfiora la promozione in massima serie sia nella Second Division 1975-1976 che nella Second Division 1976-1977, terminate entrambe al quarto posto in classifica ed entrambe ad un punto dal terzo posto, che sarebbe stato sufficiente per salire di categoria; inoltre, nella stagione 1976-1977 i Trotters raggiungono anche la semifinale della Coppa di Lega inglese, persa contro l'Everton. Nella stagione 1977-1978 arriva invece la vittoria del campionato, seguita da un diciassettesimo posto in classifica (con dieci punti di vantaggio sulla zona retrocessione) nel campionato 1978-1979, disputato in prima divisione. Nel campionato successivo Greaves viene esonerato a stagione in corso (il 28 gennaio 1980), con la squadra che era in piena zona retrocessione (ed a fine anno nonostante l'esonero sarebbe arrivata ultima in classifica con 25 punti).
Dal 26 dicembre 1980 al 30 gennaio 1982 allena l'Oxford Utd nella terza divisione inglese, dimettendosi dall'incarico per passare in prima divisione al Wolverhampton, dove rimane in carica fino al termine della stagione 1981-1982, raccogliendo 5 vittorie, 6 pareggi e 10 sconfitte nella First Division 1981-1982, non sufficienti per evitare la retrocessione in seconda divisione.
Il suo ultimo incarico da allenatore è alla guida del Mansfield Town, in quarta divisione: nella stagione 1985-1986 conquista un terzo posto in classifica in questa categoria, con conseguente promozione in terza divisione, categoria nella quale allena fino al 1989, vincendo inoltre il Football League Trophy (trofeo di cui aveva raggiunto la semifinale nella stagione 1984-1985) nella stagione 1986-1987.

## Palmarès

### Giocatore

#### Competizioni nazionali
- Campionato inglese: 2

Manchester United: 1955-1956, 1956-1957
- Community Shield: 2

Manchester United: 1956, 1957

### Allenatore

#### Competizioni nazionali
- Campionato inglese di seconda divisione: 2

Huddersfield Town: 1969-1970
Bolton: 1977-1978
- English Football League Trophy: 1

Mansfield Town: 1986-1987